# Hostie (Slovaquie)
Hostie (hongrois : Keresztúr) est un village de Slovaquie situé dans la région de Nitra.

## Histoire
Première mention écrite du village en 1332.

## Démographie

### Évolution de la population
| Année:               | 1994. | 2004.   | 2014.   | 2024.   |
| -------------------- | ----- | ------- | ------- | ------- |
| Nombre de personnes: | 1217  | 1222    | 1214    | 1186    |
| Différence:          |       | +0,41 % | -0,65 % | -2,30 % |

| Année:               | 2023. | 2024.   |
| -------------------- | ----- | ------- |
| Nombre de personnes: | 1192  | 1186    |
| Différence:          |       | -0,50 % |